# Situacijsko seksualno ponašanje
Situacijsko seksualno ponašanje razlikuje se od onoga koje osoba obično pokazuje, zbog socijalne okoline koja na neki način dopušta, potiče ili prisiljava dotično ponašanje. To može uključivati situacije u kojima preferirano seksualno ponašanje osobe možda nije moguće, pa umjesto da se u potpunosti suzdrži od seksualnih aktivnosti, osoba se može  upustiti u zamjenska seksualna ponašanja.

## Pregled
Primjer seksualnog ponašanja specifičnog za određenu situaciju bila bi osoba koja se samoidentificira kao heteroseksualna, ali će seksualno komunicirati s pripadnikom istog spola kada joj nedostaju druge mogućnosti, poput vojnika, zatvorenika, studenata ili u slične jednospolne zajednice i institucije. :48 Isto tako, osoba koja se identificira kao homoseksualac ili lezbijka (bilo u to vrijeme ili kasnije) može seksualno komunicirati s pripadnikom suprotnog spola ako se istospolni odnos čini neizvedivim.
Neki ljudi mijenjaju svoje seksualno ponašanje ovisno o situaciji ili u različitim točkama svog života. Na primjer, neki muškarci i žene na studiju mogu se baviti biseksualnim aktivnostima, ali samo u tom okruženju. Ovakva eksperimentiranja češća su među adolescentima i mladim odraslima, kako muškim tako i ženskim spolom. Neki kolokvijalni izrazi za ovaj trend uključuju heterofleksibilnost, "BUG" (Bisexual Until Graduation, biseksualna do diplome) ili LUG(Lesbian Until Graduation, lezbijka do diplome).
U zatvoru heteroseksualni muškarci koji imaju spolne odnose s muškarcima smatraju da su njihovi homoseksualni postupci "specifični za situaciju" i ne mogu se smatrati biseksualcima. Ti muškarci često opisuju kako zamišljaju da su sa ženom dok sudjeluju u seksualnim aktivnostima s muškim zatvorenikom. Tijekom masturbacije zamišljaju prošla seksualna iskustva sa ženama. Sudjeluju u homoseksualnim aktivnostima zbog toga što nemaju "heteroseksualni odušak".
U nekim su kulturama seksualni odnosi sa ženama za mnoge muškarce bili nedostižni jer su žene bile sekvestrirane i bilo im je strogo zabranjeno baviti se izvanbračnim seksom. To je moglo rezultirati većim brojem muškaraca, posebno nevjenčanih muškaraca, koji se uključuju u homoseksualno ponašanje. Primjeri toga uključuju pederastiju u drevnoj Grčkoj i bacha bazi u Afganistanu.
Nedavna zapadnjačka istraživanja otkrila su da se oko 87% žena i 93% muškaraca identificira kao "potpuno heteroseksualni". :55 Analiza 67 studija pokazala je da je doživljena prevalencija spola među muškarcima (bez obzira na orijentaciju) bila 3-5% za istočnu Aziju, 6-12% za južnu i jugoistočnu Aziju, 6-15% za istočnu Europu i 6-20% za Latinsku Ameriku. Svjetska zdravstvena organizacija procjenjuje da je zastupljenost muškaraca koji imaju spolne odnose s muškarcima u svijetu između 3 i 16%.

## Poveznice
- Homoseksualna panika
- Zatvorska seksualnost
- Seks turizam
- Situacijski prijestupnik